# Linia kolejowa Golicyno – Zwienigorod
Linia kolejowa Golicyno – Zwienigorod – linia kolejowa w Rosji łącząca stację Golicyno ze ślepą stacją Zwienigorod. Zarządzana jest przez region moskiewsko-smoleński Kolei Moskiewskiej, wchodzącej w skład Kolei Rosyjskich. 
Linia położona jest w obwodzie moskiewskim. Na całej długości jest zelektryfikowana i jednotorowa.

## Historia
Linia powstała w Związku Sowieckim. Od 1991 położona jest w Rosji.